# Gödel - L'eccentrica vita di un genio
Gödel: L'eccentrica vita di un genio è un libro che racconta la vita e le principali opere di Kurt Gödel, un matematico austriaco che con i suoi contributi nel campo della logica ha radicalmente modificato la matematica. Gödel è riuscito a dimostrare che la matematica era intrinsecamente incompleta. Dimostrò che ogni sistema matematico, per quanto possa essere sofisticato e complesso, avrebbe avuto dei teoremi che pur essendo corretti sarebbero risultati indimostrabili all'interno del sistema stesso.
Gli autori del libro nei primi capitoli introducono la vita di Gödel e il contesto storico. In seguito forniscono una spiegazione semplificata delle principali opere di Gödel. La semplificazione delle opere di Gödel si è resa necessaria per via della loro intrinseca difficoltà. Essendo lavori che riguardano le basi della matematica e della logica,  sono tra i teoremi più difficili da comprendere e apprezzare in campo matematico. Nei capitoli successivi gli autori continuano a descrivere la vita di Gödel fino alla sua morte, descrivendo sommariamente le opere di Gödel non vertenti la matematica. Infine gli autori descrivono alcune importanti conseguenze dei teoremi di Gödel, specificando nei vari rami del sapere come i suoi teoremi abbiano permesso un progresso della conoscenza dei settori dell'informatica, della fisica, della statistica oltre al settore della logica.
Il libro è scritto con un linguaggio semplice e chiaro. Gli autori hanno cercato di rendere accessibili concetti molto complessi e per far ciò si sono avvalsi di schemi e analogie. Il libro nel suo complesso è godibile e adatto a un lettore dotato di una conoscenza della matematica non elevata.

## Edizioni
- John L. Casti e Werner DePauli, Gödel: L'eccentrica vita di un genio, traduzione di Marcello D'Agostino, collana Scienza e Idee, Raffaello Cortina Editore, 2001,  p. 180, ISBN 88-7078-711-7.